# بی‌پورت (نیویورک)
بی‌پورت (به انگلیسی: Bayport) یک منطقهٔ مسکونی در ایالات متحده آمریکا است که در شهرستان سافک، نیویورک واقع شده‌است. بی‌پورت ۹٫۸ کیلومتر مربع مساحت و ۸٬۸۹۶ نفر جمعیت دارد و ۵ متر بالاتر از سطح دریا واقع شده‌است.